# Lazarillo de Tormes

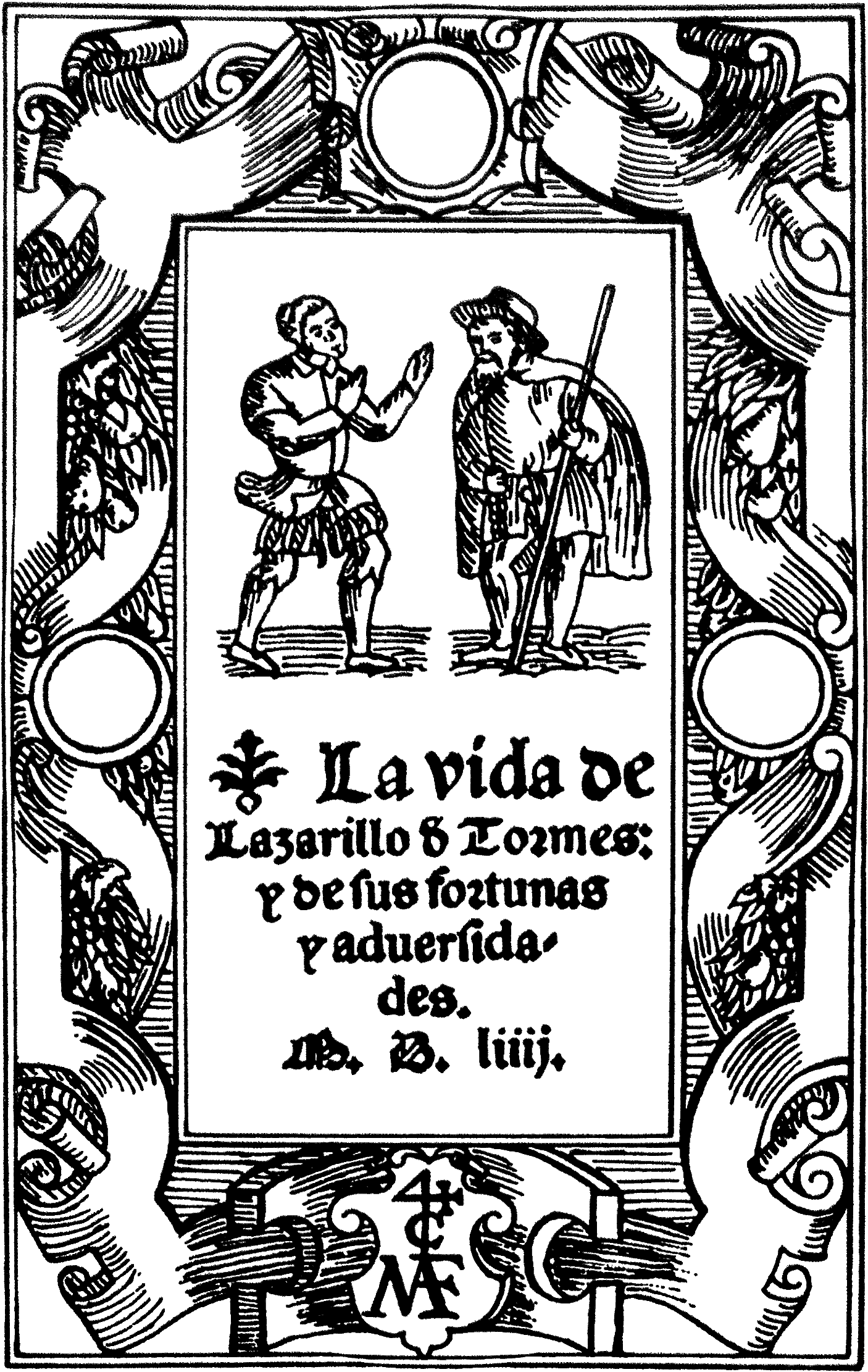
Titelblatt einer der vier Erstausgaben von 1554

Lazarillo de Tormes ist ein um 1552 anonym veröffentlichter spanischer Roman, von dem uns nur die 1554 gedruckten Neuauflagen aus Burgos, Alcalá, Antwerpen und Medina del Campo vorliegen, und der als Vorläufer des Schelmenromans der europäischen Literaturgeschichte gilt. Der vollständige spanische Titel lautet La vida de Lazarillo de Tormes y de sus fortunas y adversidades („Das Leben des kleinen Lazarus vom Tormes und von seinen Geschicken und Widrigkeiten“).
Zur Identität des Verfassers gibt es zahlreiche Vermutungen. Die Diskussionen um die Autorschaft werden dabei seit einigen Jahren in der Forschung wieder vermehrt geführt, wobei auch computergestützte Analysemethoden, insbesondere die Stilometrie zunehmend Verwendung finden.

## Inhalt

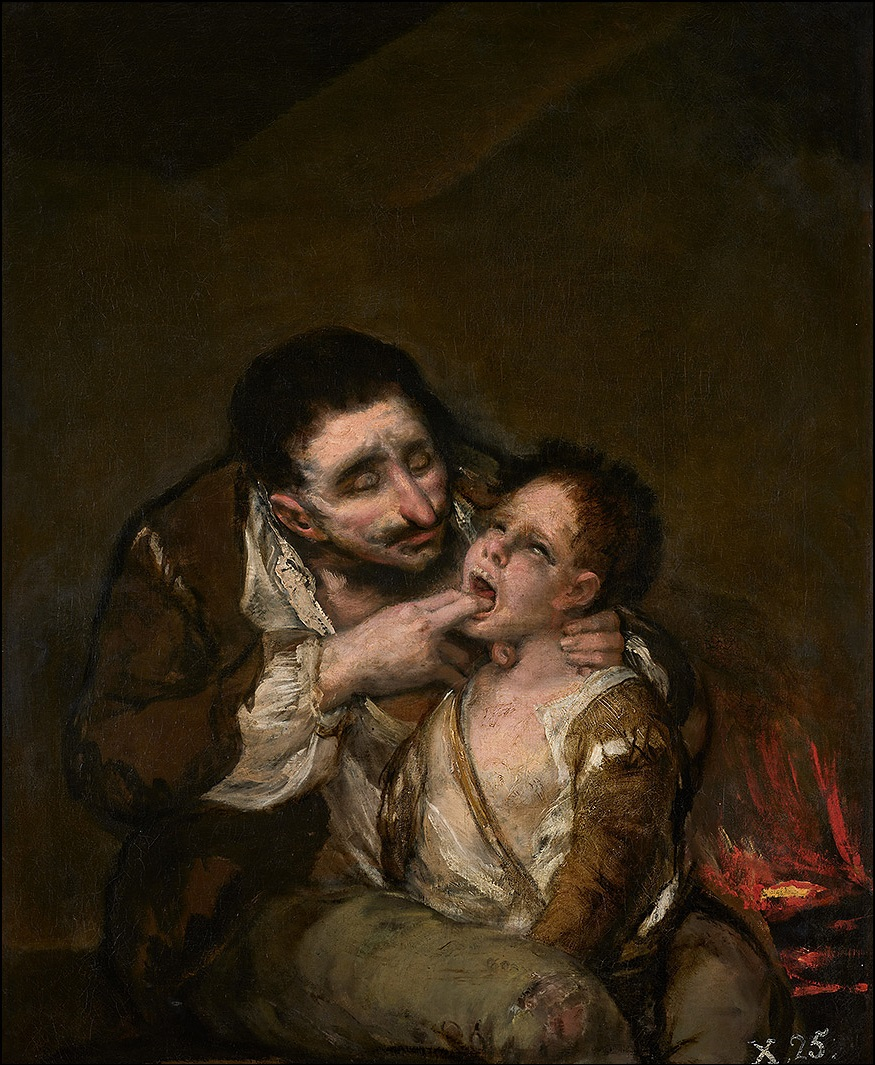
Gemälde von Francisco de Goya: Der Blinde sucht im Mund des Lazarillo nach der verspeisten Wurst

Der Ich-Erzähler Lázaro schildert seinen „Aufstieg“ aus ärmlichsten Verhältnissen in der am Fluss Tormes gelegenen Universitätsstadt Salamanca zum „respektablen“ Posten eines städtischen Ausrufers in der damaligen spanischen Hauptstadt Toledo. Mit seiner briefartigen Erzählung, so gibt der Erzähler in der Vorrede an, möchte er einen dem Leser Unbekannten, den er mit Vuestra Merced (Euer Gnaden) anredet, überzeugen, ihm in einem Streitfall beizustehen. Der Fall ist nicht komplett erläutert, dennoch ergibt sich, dass es um seine Hochzeit mit einer Bediensteten des Erzpriesters de San Salvador geht. Der Priester will die Frau offensichtlich nicht entlassen und Lázaro unterstellt ihm eine von ihr ungewollte sexuelle Beziehung zu ihr.

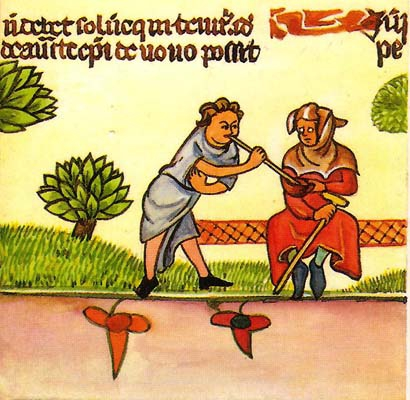
Miniatur aus dem 14. Jahrhundert: Lazarillo stiehlt seinem blinden Herren mit einem langen Strohhalm Wein

Der Roman besteht aus sieben Kapiteln. In den ersten drei Kapiteln schildert Lázaro, wie er als Kind von seiner Mutter als Dienstbursche in die Lehre geschickt wird, und wie er bei jedem seiner ersten drei Herren von Mal zu Mal mehr Hunger leidet, obwohl die gesellschaftliche Position seiner Meister anwächst. Zuerst dient er einem Blinden, der ihm viele Tricks beim Betteln und Betrügen beibringt. Doch der Blinde will ihm von den erbeuteten Nahrungsmitteln und Münzen sehr wenig abgeben. Durch List kann Lázaro ihm aber immer wieder Essen stehlen. Sein zweiter Herr ist ein Geistlicher, der noch knauseriger ist und Lázaro fast verhungern lässt. Der dritte Herr schließlich ist ein verarmter Ritter, der sich an Ehre und Rittertugenden erlabt, ohne selbst ein ordentliches Bett oder gar genug Essen für sich und seinen Dienstburschen zu besitzen.
In den Kapiteln IV bis VI beschreibt Lázaro seinen Aufstieg in der gesellschaftlichen Hierarchie. Die Kapitel IV und VI umfassen jeweils nur wenige Seiten, in denen der Picaro die ersten Schuhe seines Lebens geschenkt bekommt und sich schließlich durch eine Bedienstetenstelle bei einem Kaplan selbst genug Geld für ehrhafte Kleidung verdient. Im fünften Kapitel wird Lázaro Zeuge eines Betruges seines Herrn, eines Ablasshändlers, an einigen Pícaros, die von diesem daraufhin verspottet werden. Lázaro schwört am Ende des Kapitels seiner Vergangenheit ein für alle Male ab.
Im letzten Kapitel kommt der Ich-Erzähler auf den Fall zu sprechen, dessentwegen er den Brief verfasst. Nach einer kurzen Beschreibung einiger weiterer beruflicher Schritte berichtet er, wie er auf Geheiß des Erzpriesters de San Salvador zu dessen Ausrufer ernannt wird und von ihm ein Haus und eine Frau angeboten bekommt, in die er sich tatsächlich verliebt. Nach der Hochzeit bleibt die Frau weiterhin die Bedienstete des Erzpriesters und es gehen in der Stadt (Toledo) Gerüchte um, dass der Geistliche mit ihr eine Affaire habe. Lázaro beschreibt diese Zeit zwar als die Glücklichste seines Lebens, resümiert jedoch, dass er während seines sozialen Aufstiegs, um Anerkennung zu erlangen, an Ehre verloren habe.

## Rezeption

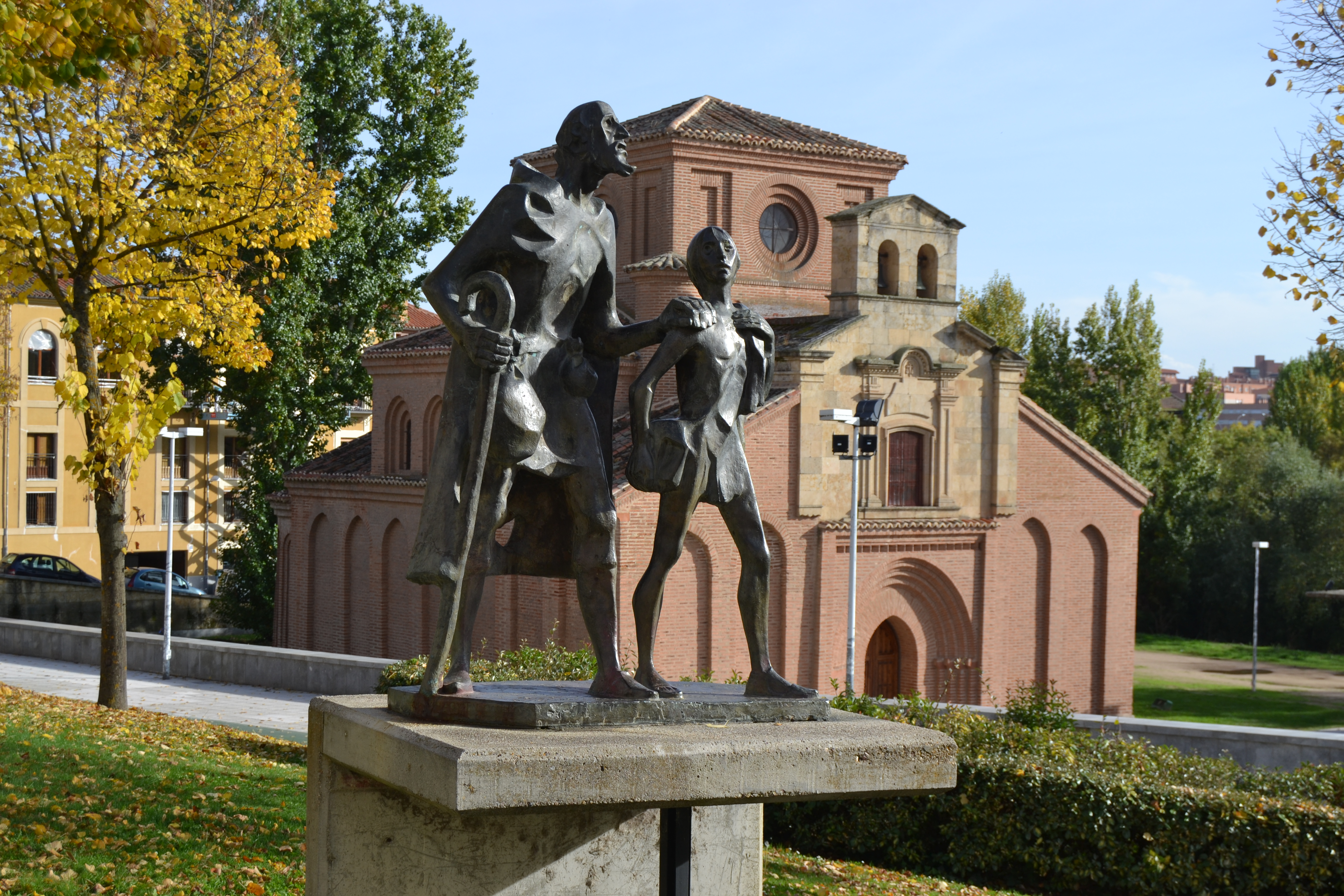
Lazarillo-Denkmal beim Fluss Tormes in Salamanca

Der Roman wurde im 16. und 17. Jahrhundert in die meisten westeuropäischen Sprachen übersetzt (die erste deutschsprachige Ausgabe stammt aus dem Jahr 1617) und genoss hohe Popularität, was unter anderem an der seinerzeit ungewöhnlichen Erzählperspektive des Romans liegt. Die realistische, teilweise drastische und immer unterschwellig humorvolle Darstellung der Lebensumstände der einfachen Bevölkerung im Siglo de Oro steht in denkbar schärfstem Gegensatz zum Stil der damals beliebten, verklärenden Ritterromane. Das Buch wurde von der spanischen Krone umgehend verboten, die Inquisition setzte es 1559 auf den Index Librorum Prohibitorum, da beide Institutionen dem Roman anti-klerikale Tendenzen unterstellten. Dieser – nicht ganz von der Hand zu weisende – Vorwurf förderte aber gerade die Beliebtheit des Werkes bei seiner Leserschaft. Im Jahr 1573 durfte der Roman wieder erscheinen, allerdings in einer zensierten Fassung, aus der einige Sätze herausgestrichen wurden und in der die Kapitel IV und V ganz fehlten.
Der Lazarillo war nicht nur so erfolgreich, dass er mindestens zwei „Fortsetzungen“ aus der Feder anderer Autoren anregte, er begründete auch ein literarisches Genre, das in ganz Europa aufgegriffen wurde (beispielsweise Grimmelshausens „Simplicissimus“). Der von Lázaro verkörperte Typus des „Antihelden“ ist bis in die Gegenwart ein bedeutendes Gestaltungselement in der Literatur und mittlerweile auch im Film.
In der spanischen Sprache und Kultur hat der Roman deutliche Spuren hinterlassen: Bestimmte Passagen und Zitate sind bis heute Allgemeingut, und insbesondere das Wort lazarillo ist aufgrund einer sehr populären Episode zu Beginn des Buches auch in der Gegenwart noch als Bezeichnung für einen Blindenhund üblich. Auch Miguel de Cervantes’ Roman Don Quijote profitiert von dem Werk.

## Ausgaben
- Lazarillo de Tormes / Klein Lazarus vom Tormes. Spanisch / Deutsch. Übersetzt von Hartmut Köhler. Reclam, Ditzingen 2007, ISBN 3-15-018481-9
- Das Leben des Lazarillo von Tormes. Seine Freuden und Leiden. Übersetzt von Helene Henze, mit Bildern von Michael M. Prechtl. C. H. Beck, München 1992, ISBN 3-406-36476-4
- Leben und Wandel Lazaril von Tormes. Übersetzt von Manfred Sestendrup. Reclam, Ditzingen, ISBN 3-15-001389-5
- Das Leben des Lazarillo von Tormes, sein Glück und sein Unglück. Übertr. von Georg Spranger. Mit zehn Holzschnitten v. Rudolf Peschel. Insel-Verlag, Leipzig 1962. Insel-Bücherei; 706
- Die Geschichte vom Leben des Lazarillo de Tormes und von seinen Leiden und Freuden. Von ihm selbst erzählt. Mit samt deren Fortsetzung. Neu übersetzt und herausgegeben von Urs Usenbenz. Albert Züst, Bern 1945

## Sekundärliteratur
- Bernhard König: (Anonym) La Vida de Lazarillo de Tormes, y de sus fortunas y adersidades. In: Volker Roloff, Harald Wentzlaff-Eggebert (Hrsg.): Der spanische Roman: vom Mittelalter bis zur Gegenwart. Metzler, Stuttgart [u. a.] 1995, S. 30–46.

## Verfilmungen
- 1959: Der Schelm von Salamanca (El lazarillo de tormes) von César Fernández Ardavín.
- 2001: Lazaro von Tormes (Lázaro de Tormes) von Fernando Fernán Gómez, José Luis García Sánchez.
- 2013: El lazarillo de Tormes von Juanba Berasategi.
- 2015: El lazarillo de Tormes von Pedro Alonso Pablos.